# Акопян, Акоп Мовсесович
Акоп Мовсесович Акопян (арм. Հակոբ Հակոբյան; род. 3 сентября 1952, село Цахкашен Ашоцкого района) — армянский поэт.
- 1969 — окончил среднюю школу № 1 г. Октемберяна (ныне Армавир).
- 1973 — филологический факультет Ереванского государственного педагогического института им. Х.Абовяна.
- 1973—1978 — работал учителем армянского языка и литературы.
- 1978—1991 — заведующий отделом прозы и поэзии, ответственный секретарь, заместитель главного директора, а позже директор.
- 1991—1996 — министр культуры, спорта и вопросам молодёжи Армении.